# Desembocadura del torrent de l'estany Gelat
La desembocadura del torrent de l'estany Gelat o estany Salat es localitza al municipi de Mont-roig del Camp, delimitat per la platja, la via del tren i les zones urbanitzades (entre aquestes la urbanització “Miami Playa”) que disten aproximadament uns 150 metres a banda i banda del torrent. El torrent forma la clàssica llacuna de rambla, de salinitat i condicions ecològiques altament fluctuants.
Damunt dels marges que delimiten la llera del torrent hi ha pins i garrics. Un canyissar cobreix el talús que separa la zona de la via del tren. Vorejant la llacuna s'hi troben jonqueres halòfiles amb jonc marí (Juncus maritimus), exemplars de salicòrnia arbustiva (Arthrocnemum fruticosum) (hàbitat d'interès comunitari, codi 1410) i algun clap de tamarigar (hàbitat d'interès comunitari, codi 92D0). Altres hàbitats d'interès comunitari presents a la zona són, la pròpia llacuna (hàbitat d'interès comunitari prioritari, codi 1150) i diferents matollars halòfils mediterranis i termoatlàntics (Sarcocornetea fruticosae) (codi 1420).
Pel que fa als aspectes faunístics, malgrat la proximitat de les cases d'estiueig, la zona és regularment freqüentada pels ocells migradors. Igualment s'hi va dur a terme la reintroducció del fartet (Aphanius iberus), del qual caldria avaluar la seva presència i adaptació al nou medi.
La constant presència humana limita el potencial ecològic de l'espai i empobreix el seu estat de conservació. Tot i que s'han adequat accessos i introduït cartells limitant l'accés de vehicles motoritzats i animals domèstics, caldria plantejar-se una proposta d'ordenació i la recuperació o potenciació de les comunitats vegetals més característiques. És especialment preocupant la presència de vehicles a la zona i l'abocament de deixalles i runa. Un altre aspecte a tenir en compte sobre l'espai de l'estany Gelat és la presència del sistema de sanejament d'aigües residuals del municipi de Mont-roig. Aquest sistema consta de diversos col·lectors, dos estacions de bombeig (molt pròximes a la zona humida), un emissari marí (que passa just a tocar de l'estany) i una estació depuradora de recent construcció. Tot aquest sistema representa un important risc per la zona humida, ja que qualsevol tipus d'avaria pot provocar el sobreeiximent de les aigües residuals que, per gravetat, anirien a parar a l'estany Gelat.
L'Estany Gelat està situat dins dels espais de la Xarxa Natura 2000 ES5140001 "Litoral meridional tarragoní".